# خلية بدينة
 الخلية البدينة (بالإنجليزية: Mast Cells)‏ خلايا تستقر في النسيج الضام وتحتوي على الكثير من الحبيبات الغنية بالهستامين والهيبارين، وهي نوع من المحببات المشتقة من الخلايا الجذعية النقوية التي تشكل جزءًا من الجهاز المناعي والمناعي العصبي. اكتشفت الخلايا البدينة على يدي العالم باول إرليش عام 1877. تؤدي هذه الخلايا الدور الرئيس في التفاعلات التحسسية والتأقية، لكنها تملك أيضًا دورًا مناعيًا مهمًا، وترتبط ارتباطًا وثيقًا بعملية شفاء الجروح والتكون الوعائي والتحمل المناعي والدفاع ضد العوامل الممرضة، وتؤثر في النفوذية الوعائية في أورام الدماغ.
تشابه الخلايا الصارية في شكلها ووظيفتها الخلايا البيضاء القاعدية، وهي نوع من كريات الدم البيضاء. اعتُقد سابقًا أن الخلايا الصارية كريات قاعدية تقطن في النسج الضامة، لكن اتضح أن الخليتين تتطوران من سبل اصطناع دموية مختلفة، وبالتالي لا يمكن أن نعدهما خليةً واحدة.

## البنية
تشابه الخلايا الصارية الخلايا البيضاء القاعدية المحببة (نوع من كريات الدم البيضاء) إلى حد كبير إذ تملك كلتاهما حبيبات تحوي الهستامين والهيبارين (مادة مضادة للتخثر)، لكن تختلف نواتها عن نوى الخلايا القاعدية، إذ تكون نوى الأخيرة مفصصةً بينما تكون نواة الخلايا الصارية مدورةً. تحيط المنطقة إف سي من الغلوبيولين المناعي إي بالخلايا الصارية والقاعدية، وعندما ترتبط هذه الغلوبيولينات بمولد ضد تحرض الخلايا على إطلاق الهستامين والوسائط الالتهابية الأخرى. أدت هذه التشابهات إلى الاعتقاد بأن الخلايا الصارية خلايا قاعدية تستقر في النسج، علاوةً على وجود سلف مشترك بين كلتا الخليتين في نخاع العظم يعبر عن جزيء سي دي 34.
تغادر الخلايا القاعدية نخاع العظم بعد نضجها، بينما تجول الخلايا الصارية بشكلها غير الناضج، ولا تنضج حتى تستقر في موقعها النسيجي. من المحتمل أن موقع الخلايا الصارية يحدد خصائصها الدقيقة. جرى أول تمايز ونمو خلوي للخلايا الصارية ضمن الزجاج بدءًا من خلايا جذعية فأرية ضمن وسط محدد الشروط مشتق من الخلايا الطحالية المحرضة بكونكانافالين إيه. اكتشف لاحقًا أن الإنترلوكين 3 المشتق من الخلايا التائية كان أحد المكونات الموجودة في الوسط المكيف المطلوب لتمايز الخلايا الصارية ونموها.
تنقسم الخلايا الصارية في القوارض إلى نوعين فرعيين: خلايا النسيج الضام وخلايا المخاطيات. تعتمد فعالية النمط الأخير على الخلايا التائية.
توجد الخلايا الصارية في أغلب النسج الضامة وتحيط وصفيًا بالأوعية الدموية والأعصاب، وأكثرها قرب الحدود الفاصلة بين الوسط الخارجي والبئية الداخلية مثل الجلد ومخاطية الرئتين والجهاز الهضمي والفم والملتحمة والأنف.

## الوظيفة
تؤدي الخلايا الصارية دورًا رئيسًا في العملية الالتهابية، فعندما تتفعل، يمكنها إطلاق وسائطها إما انتقائيًا (إزالة التحبب التدريجي) أو سريعًا (إزالة التحبب التحسسية)، أو قد تُطلق مكونات تحرض الالتهاب من حبيبات التخزين إلى البيئة الخلوية الدقيقة. يمكن تحريض الخلايا الصارية لإزالة تحببها بالمحسسات عبر الربط المتصالب مع مستقبلات الغلوبيولينات المناعية إي (مثل إف سي إي آر آي) أو الأذية الجسدية عبر مستقبلات التعرف على النمط للأنماط الجزيئية المرافقة للضرر (دي إيه إم بّي إس) والعوامل الممرضة الميكروبية من خلال مستقبلات التعرف على النمط للأنماط الجزيئية المرافقة للعوامل الممرضة (بّي إيه إم بّي إس)، ويمكنها إطلاق مكونات متنوعة عبر ارتباطها بالمستقبل المقترن بالبروتين ج (مثل المورفين عبر مستقبلات المورفين) أو القنوات الأيونوتروبية. تستطيع بروتينات المتممة تنشيط مستقبلات الغشاء الواقعة على الخلايا الصارية لإنجاز المزيد من الوظائف.
تعبر الخلايا الصارية عن مستقبلات عالية الألفة (إف سي إي آر آي) للمنطقة إف سي من الغلوبيولين المناعي إي، وهو الأقل توافرًا بين الأضداد. هذه المستقبلات تملك ألفةً عاليةً لربط جزيئات الغلوبيولين المناعي جي بطريقة غير عكوسة. نتيجة ذلك، تُغلف الخلايا الصارية بالغلوبيولينات المناعية إي التي تنتج من الخلايا البلازمية (الخلايا المنتجة لأضداد الجهاز المناعي)، وهذه الأضداد تكون عادةً نوعيةً لمولد ضد واحد فقط.
في التفاعلات التحسسية، تبقى الكريات الصارية خاملةً حتى يرتبط مولد الحساسية بالغلوبيولين المناعي إي المغلف للخلية. يمكن لعناصر تنشيط الغشاء أن تعيد تحضير الخلايا الصارية لإزالة التحبب التالي أو تتآزر مع نقل إشارة إف سي آر آي.
في العموم، تُعد مولدات الحساسية بروتينات أو متعددات سكاريد ترتبط مع المواقع الرابطة لمولد الضد المتوضعة على مناطق متنوعة من جزيئات الغلوبيولين المناعي إي المحيط بسطح الخلية الصارية.
يبدو أن هذا الارتباط مع اثنين أو أكثر من جزيئات الغلوبيولينات المناعية إي (ارتباط متصالب) ضروري لتنشيط الخلية الصارية. إن تجمع نطاقات المستقبلات إف سي المحيطية داخل الخلوية التي تترافق مع جزيئات الغلوبيولين المناعي جي المرتبطة تصالبيًا مسببةً تسلسلًا معقدًا من التفاعلات داخل الخلية الصارية يقود إلى تفعيلها. رغم أن هذا التفاعل يملك دورًا مفهومًا في العملية التحسسية، يبدو أنه بدأ كنظام دفاع ضد الطفيليات والبكتيريا.

## وسائط الخلايا البدينة
تُطلق مجموعة فريدة نوعية التحفيز من وسائط الخلايا البدينة عبر إزالة التحبب بعد تنشيط مستقبلات السطح الخلوي. مثالها تلك الوسائط التي تُحرر في الوسط خارج الخلوي خلال إزالة التحبب، وتشمل:
- بروتياز السيرين مثل التريبتاز والكيماز.
- الهستامين (2-5 بيكوغرامات في كل خلية صارية).
- السيروتونين.
- البروتيوغليكان، خاصةً الهيبارين (فعال في منع التخثر) وبعض بروتيوغليكانات سلفات الكوندرويتين.
- أدينوسين ثلاثي الفوسفات (إيه تي بّي).
- الإنزيمات الحالة:
  - بيتا هيكسوسامينيداز.
  - بيتا غلوكورونيداز.
  - آريل سولفاتاز.
- وسائط شحمية حديثة التشكل (الإيكوزانويد):
  - الترومبكسان
  - بروستاغلاندين دي 2.
  - لوكترين سي 4
  - العامل المنشط للصفيحات.
- السيتوكينات:
  - العامل المنخر للورم ألفا.
  - عامل نمو أرومات الليف القاعدي.
  - إنترلوكين 4.
  - عامل الخلايا الجذعية.
  - الكيموكينات، مثل عامل جذب الحمضات الكيميائي.
- مركبات الأكسجين التفاعلية.

يوسع الهستامين الوريدات التالية للشعيرات، وينشط البطانة، ويزيد نفوذية الأوعية الدموية، وهذا يقود إلى وذمة موضعية (تورم) وحرارة واحمرار وجذب الخلايا الالتهابية الأخرى إلى موقع التحرير. يزيل الهستامين أيضًا استقطاب النهايات العصبية (ما يؤدي إلى الحكة والألم). تشمل العلامات الجلدية لتحرير الهستامين ظهور الوهج والانتبارات، ومن الأمثلة على ذلك الاحمرار والانتفاخ التالي مباشرةً للسعة البعوضة التي تستغرق ثوان معدودةً بعد تعريض الخلايا البدينة إلى مولد الضد.
تُعد الفعالية الفسيولوجية الثانية للخلايا الصارية أقل وضوحًا. تقترح العديد من الدلائل أن هذه الخلايا تملك دورًا أساسيًا في المناعة الفطرية، إذ تقدر على إنتاج مجموعة واسعة من السيتوكينات والوسائط الالتهابية الأخرى مثل العامل المنخر للورم ألفا، وتعبر عن مستقبلات تعرف نمطية متعددة يُعتقد أنها تشترك في التعرف على الأصناف الواسعة من العوامل الممرضة، ويبدو أن الفئران التي تفتقر إلى الخلايا البدينة أكثر عرضةً للعدوى.
تحوي حبيبات الخلايا الصارية على أنواع عديدة من المواد الكيميائية الفعالة حيويًا، ويبدو أن هذه الحبيبات تنتقل إلى خلايا مجاورة من الجهاز المناعي والعصبونات في عملية تُسمى نقل الحبيبات عبر الأرجل الكاذبة للخلايا الصارية.